# Amiche per l'Abruzzo
 (avril 2012).
Si vous disposez d'ouvrages ou d'articles de référence ou si vous connaissez des sites web de qualité traitant du thème abordé ici, merci de compléter l'article en donnant les références utiles à sa vérifiabilité et en les liant à la section « Notes et références ».
Amiche per l'Abruzzo est un concert de bienfaisance, voulu et organisé par la chanteuse Laura Pausini, à la suite du séisme ayant frappé L'Aquila et la région des Abruzzes le 6 avril 2009.
Le concert s'est déroulé le 21 juin 2009 dans le Stade Giuseppe-Meazza, dans le quartier San Siro à Milan, du début d'après midi jusqu'à minuit, avec 43 artistes italiens qui se sont produits sur la scène et auquel 102 chanteurs italiens au total ont apporté leur soutien sous diverses formes.
L'événement, auquel ont assisté 60 000 personnes, a été retransmis en direct par douze réseaux de radio italiens unis pour l'occasion représentant une audience potentielle de 38 millions d'auditeurs et dans le monde entier via Internet par l'intermédiaire du site officiel d'Amiche per l'Abruzzo. 
Un DVD du concert-évènement sera également édité au profit des sinistrés du séisme du 6 avril 2009. 

## Artistes ayant participé au concert
Par ordre d'apparition sur scène :
Première partie

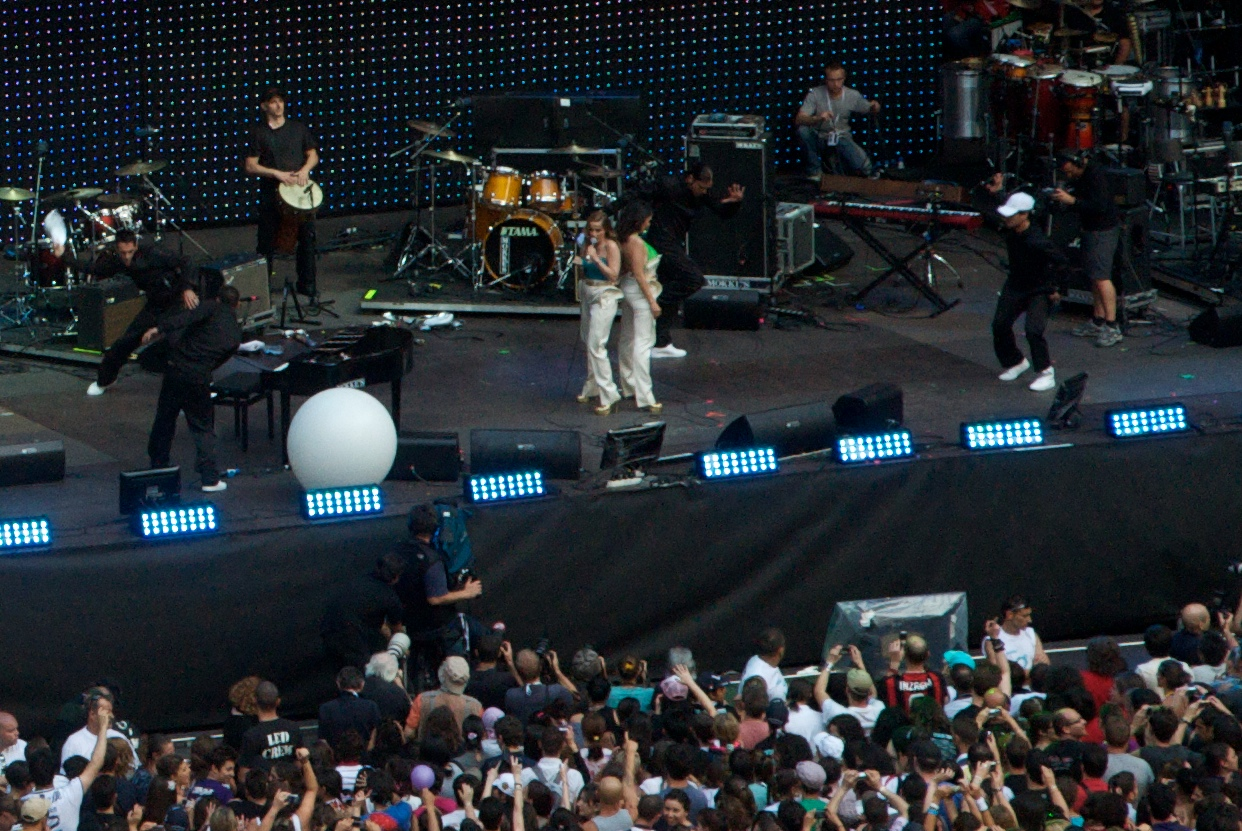
Paola & Chiara lors du concert

- Antonella Ruggiero - Ave Maria (di Fabrizio De André)
- Senit - No more
- Jo Squillo - Siamo donne
- Irene Fornaciari - Sorelle d'Italia
- Fiordaliso & Annalisa Minetti - Non voglio mica la luna
- Alexia - Dimmi come
- Nicky Nicolai, Simona Molinari & Karima - Un'avventura (de Mogol e Lucio Battisti)
- Arisa - Sincerità
- Mariella Nava, Andrea Mirò & Rossana Casale - Spalle al muro (de Renato Zero)
- Malika Ayane - Feeling Better, Come foglie
- Donatella Rettore - Kobra, Lamette
- Noemi - Briciole
- L'Aura & Chiara Canzian - Novembre '96, Radio Star, (You Make Me Feel Like) A Natural Woman (de Aretha Franklin)
- Mietta - Baciami adesso, Vattene amore
- Mietta & Irene Fornaciari - Madre dolcissima (de Zucchero)
- Syria - Sei tu
- Alessandra Amoroso - Stupida, Immobile
- Alice - Il contatto, Per Elisa
- Dolcenera - Mai più noi due, Com'è straordinaria la vita, Il mio amore unico
- Anna Oxa - Processo a me stessa, Ti lascerò, Imagine (de John Lennon)
- Spagna - Easy Lady, Call Me
- Paola & Chiara - Vamos a bailar, Festival, Viva el amor!, Fino alla fine

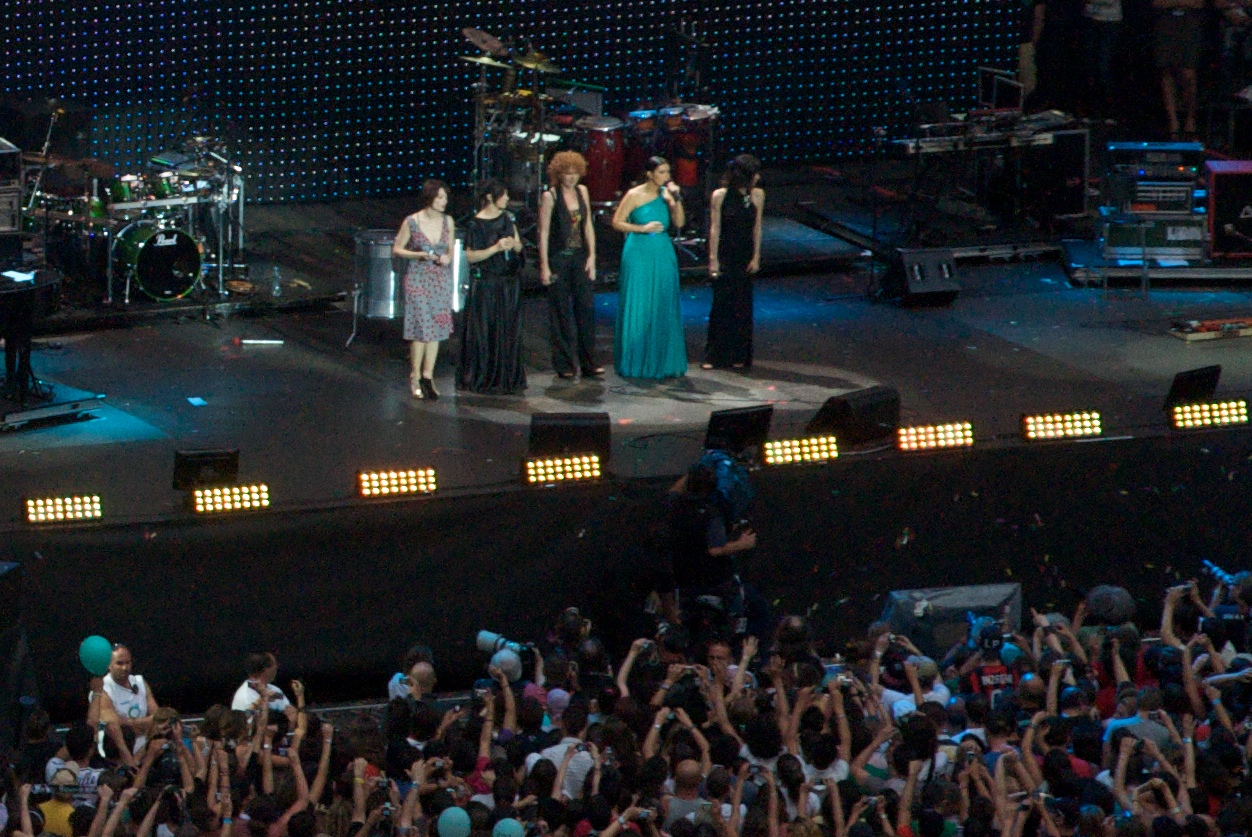
Fiorella Mannoia, Laura Pausini, Giorgia, Elisa & Carmen Consoli chantent Quello che le donne non dicono

- Giusy Ferreri - In assenza, La scala, Stai fermo lì
- Irene Grandi - Prima di partire per un lungo viaggio,
- Irene Grandi, Dolcenera, Noemi & Syria - La tua ragazza sempre, Blowin' in the Wind (de Bob Dylan)
- Irene Grandi - Bum Bum

Seconde partie
- Carmen Consoli, Paola Turci  & Marina Rei - I miei complimenti, Bambini, Fiori d'arancio
- Nada, Carmen Consoli, Marina Rei & Paola Turci - Ma che freddo fa
- Fiorella Mannoia - Oh che sarà, I treni a vapore, Smisurata preghiera (di Fabrizio De André), Sally (de Vasco Rossi)
- Fiorella Mannoia & Laura Pausini - E penso a te (de Lucio Battisti)
- Fiorella Mannoia, Laura Pausini, Giorgia, Elisa & Carmen Consoli - Quello che le donne non dicono
- Giorgia - Girasole, Di sole e d'azzurro
- Giorgia & Laura Pausini - Gocce di memoria
- Giorgia - Vivi davvero, Per fare a meno di te, Marzo
- Giorgia & Elisa - E poi
- Elisa - Stay
- Elisa & Gianna Nannini - Gli ostacoli del cuore
- Elisa - Una poesia anche per te
- Elisa & Fiorella Mannoia - Eppure sentire (Un senso di te)

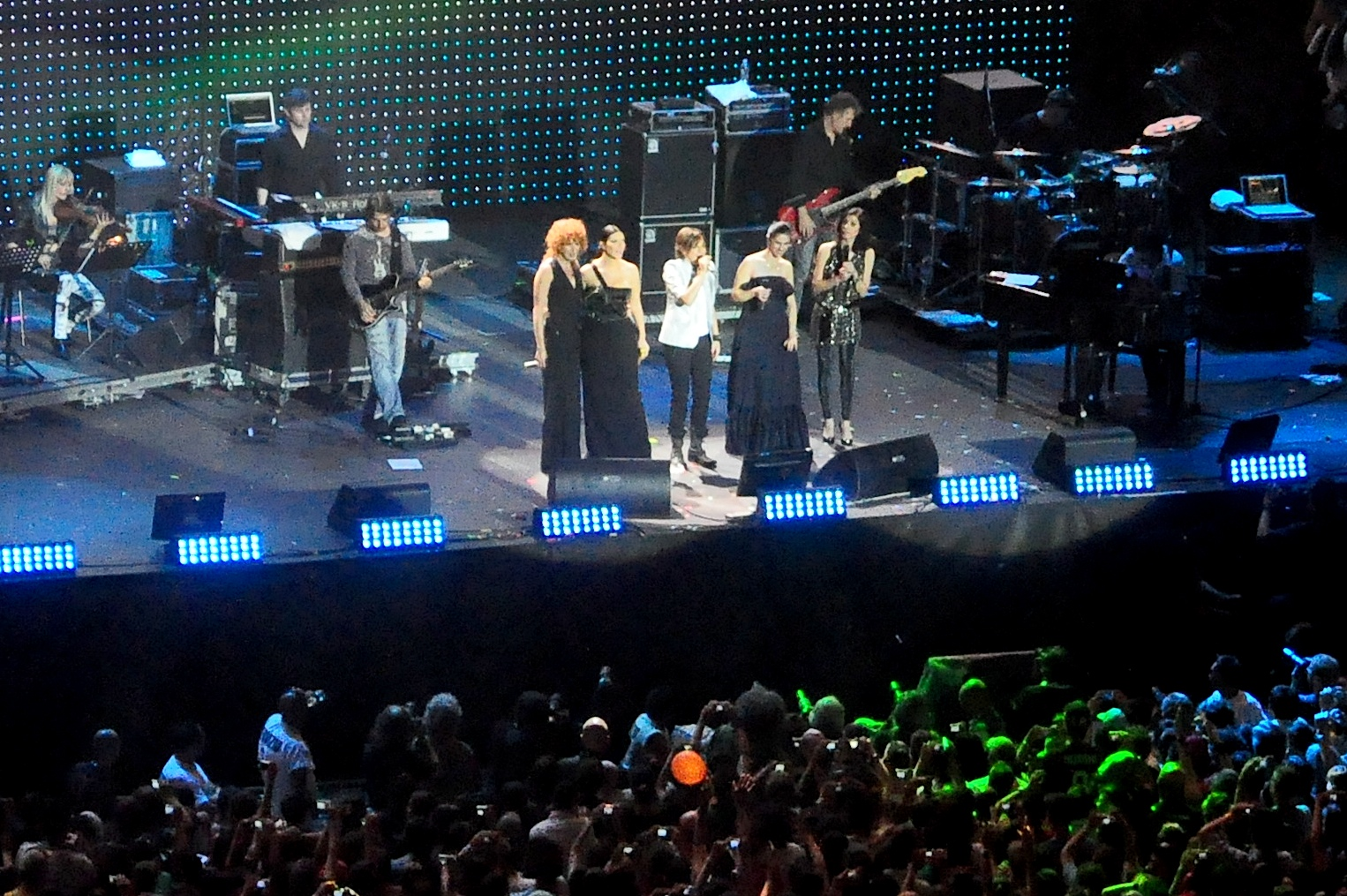
Laura Pausini, Gianna Nannini, Giorgia, Elisa & Fiorella Mannoia chantent Donna d'Onna lors du concert

- Elisa & Giorgia - Heaven Out of Hell
- Elisa & Laura Pausini - Rainbow
- Elisa, Irene Grandi & Laura Pausini - Luce (Tramonti a nord est)
- Laura Pausini - Io canto, Come se non fosse stato mai amore, E ritorno da te,
- Laura Pausini & Elisa - Tra te e il mare
- Laura Pausini - Invece no
- Laura Pausini & Giorgia - Primavera in anticipo
- Laura Pausini & Gianna Nannini - La solitudine
- Gianna Nannini - America
- Gianna Nannini & Giorgia - Amandoti, Come saprei
- Gianna Nannini - Attimo, Maledetto ciao, Bello e impossibile, Fotoromanza, Meravigliosa creatura
- Gianna Nannini & Laura Pausini - Sei nell'anima
- Laura Pausini, Gianna Nannini, Giorgia, Elisa & Fiorella Mannoia - Donna d'Onna
- Toutes les artistes - Il mio canto libero (de Lucio Battisti)